# Сегединское сражение
Сегединское сражение или Битва при Сёреге (венг. Szőregi csata) — одно из сражений войны за независимость Венгрии, в ходе которого австрийские императорские войска Гайнау нанесли 5 августа 1849 года поражение венгерской революционной армии Дембинского в районе города Сегед. Разбитая венгерская армия отступила к Тимишоаре, где была вторично разбита австрийскими войсками. Эти два сражения окончательно деморализовали венгерских повстанцев и вынудили их к капитуляции.

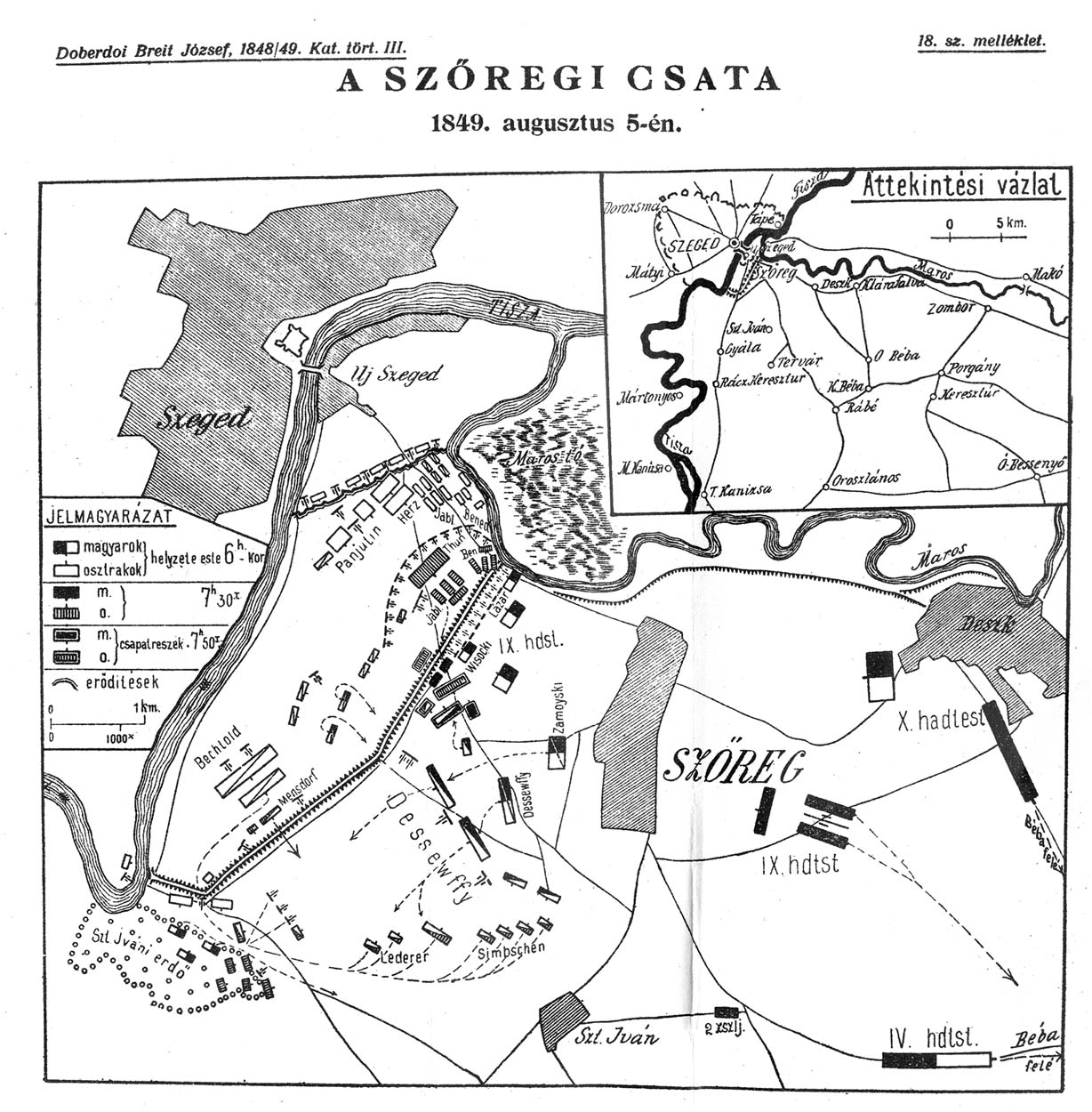
Карта сражения

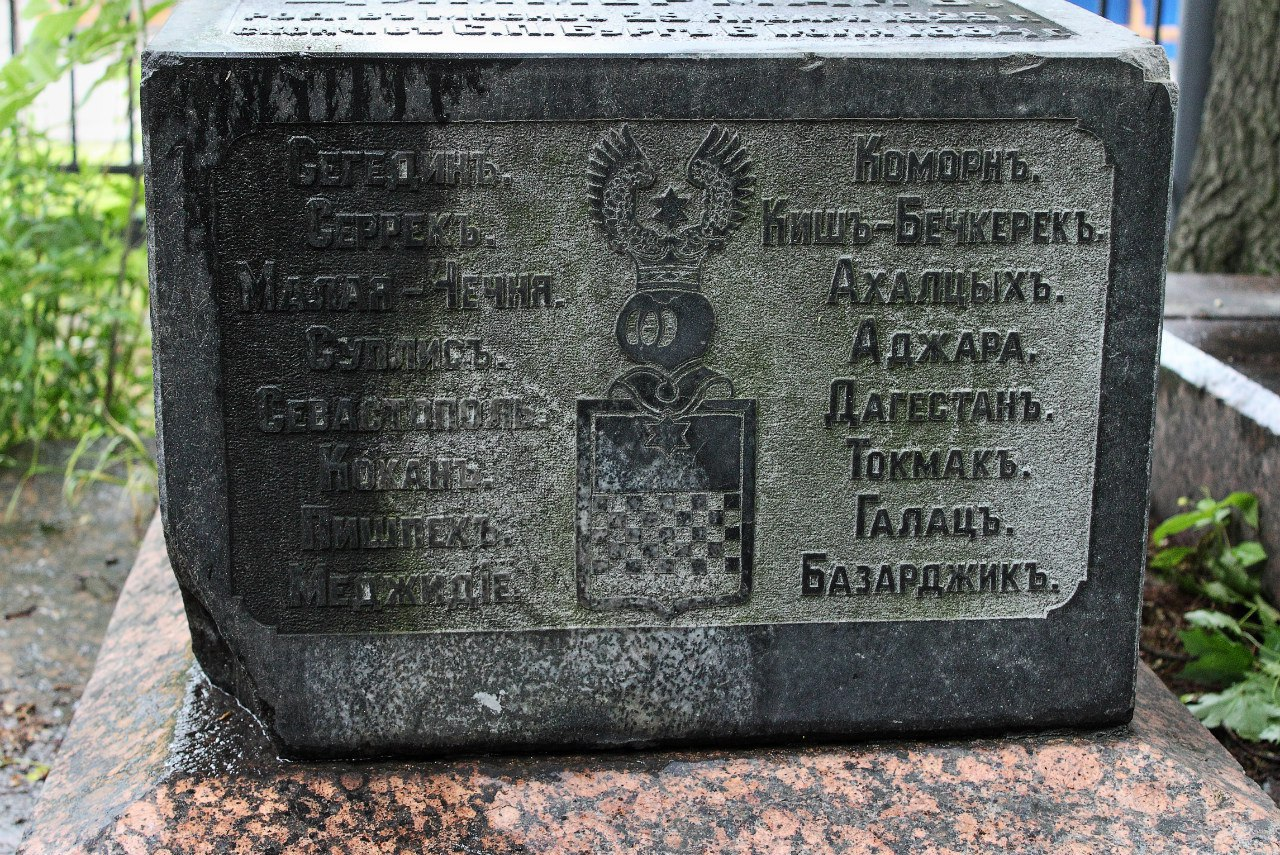
Тафографическое упоминание Сегединъ в послужном списке сражений (первое название в левом столбце), в которых принял участие генерал Циммерман (Санкт-Петербург, Новодевичье кладбище)

Фельдмаршал Гайнау 22 июля двинул свои передовые части из столицы в сторону Сегеда, за которыми 24 июля сам последовал с главными силами. Гайнау готовился к серьезным боям под Сегедом. Он разделил свои силы в 46 000 человек и 284 орудия на три части и попытался окружить стоявшую у Сегеда венгерскую армию Мора Перцеля (26 438 человек при 49 орудиях).
Дембинский, назначенный командующим армии, не счел, что его сил достаточно для защиты валов на окраине Сегеда, которые с обоих концов упиралась в Тису, и, несмотря на сопротивление значительной части генерального штаба, 1 августа эвакуировал город. 2 августа одна из австрийских кавалерийских бригад смогла вторгнуться в Сегед и захватить его без боя. Гайнау приказал одному корпусу форсировать Тису, а своим фланговым колоннам быстрее наступать. 3 августа несколько австрийских бригад переправились на плацдарм в Уйсегеде и закрепились в валах. После этого Дембинский разместил свои войска в Сёреге за насыпью, простирающейся от Тисы до Мароша. Он спланировал сражение как строго оборонительное и поставил большую часть своих пушек в насыпь.
4 августа войска Гайнау переправились по достроенным мостам, а на следующий день в боевом порядке двинулись на венгерские позиции. Гайнау смог задействовать для своей атаки около 25 000 солдат и 160 орудий, а у Дембиньского было 34 000 солдат и 108 орудий. Гайнау приказал своей кавалерийской дивизией обойти сильные венгерские позиции, но так как дивизия шла очень медленно, Гайнау не стал дождаться выполнения маневра и начал лобовую атаку, расставив 99 орудий и подавив венгерскую артиллерию (50 пушек) после полуторачасового артиллерийского боя. После того как в атаку пошла австрийская кавалерия, деморализованная венгерская пехота бросилась бежать. Сражение закончилось к вечеру. Отступление в основном прикрывали польский и итальянский легионы и кавалерия генерала Дессевфи. Несмотря на небольшие потери (500 убитых и раненых, 400 пленных), боевой дух венгерских войск был сломлен, что и предопределило последующую капитуляцию при Вилагоше.